# Almoš
Almoš (narozen 820, zemřel 895) byl staromaďarský pololegendární náčelník, syn Ügyeka Turula, zřejmě potomka Hunora a Magora a čínských císařů a Emese, dcery turkického náčelníka Onedbalia. Almoš se po smrti otce stal náčelníkem jednoho ze sedmi maďarských kmenů, který se jmenoval Megyeri podle praotce Magora. S náčelníkem Elődem prý následoval ptáka Turula, ale při překračování Karpat zemřel. Svou novou zem Maďaři spatřili až za Almošova syna Arpáda. Almošova manželka prý byla Enéh, ale může jít o záměnu s matkou Hunora a Magora Enéth.